# 6524 Баалке
6524 Баалке (6524 Baalke) — астероїд головного поясу, відкритий 9 січня 1992 року.
Тіссеранів параметр щодо Юпітера — 3,452.